# Mears Ashby
Mears Ashby est une paroisse civile et un village du Northamptonshire, en Angleterre.